# Danalia dohrnii
Danalia dohrnii là một loài chân đều trong họ Cryptoniscidae. Loài này được Giard miêu tả khoa học năm 1887.